# Глушац
Глушац је насељено мјесто у општини Милићи, Република Српска, БиХ. Према попису становништва из 1991. у насељу је живјело 87 становника.

## Становништво
Према попису становништва из 1991. године, мјесто је имало 87 становника.
| Демографија | Демографија | Демографија |
| Година      | Становника  | Становника  |
| ----------- | ----------- | ----------- |
| 1961.       | 268         |             |
| 1971.       | 232         |             |
| 1981.       | 152         |             |
| 1991.       | 83          |             |